# Советский архив
«Советский архив» (укр. Радянський архів) — историко-архивоведческий журнал, посвящённый проблемам истории, теории и практики архивного строительства, архивоведения и археографии. Официальный орган Центрального архивного управления Украинской ССР.

## История
Возник в 1931 г. на основе журнала «Архивное дело». Издавался в Харькове до 1932 года. Впоследствии преобразован вместе с «Бюллетенем Центрального архивного управления УССР» в другой журнал — «Архив Советской Украины».
За всё время существования было выпущено 6 номеров в 5 книгах.